# Biljard
Een biljard is 1000 biljoen, dus 1.000.000.000.000.000 of 1015. Het SI-voorvoegsel is peta (P).
In het Amerikaans-Engels wordt een biljard aangeduid als quadrillion (1000 × 10004). 
De ontbinding van 1 biljard in priemfactoren is: 1.000.000.000.000.000 = 215 × 515.